# Piłka nożna w Anglii (1888/1889)
Sezon 1888/1889 był 18. w historii angielskiej piłki nożnej.

## Reprezentacja Anglii
| Data             | Miejsce                             | Przeciwnik | Wynik* | Rozgrywka | Strzelcy bramek dla Anglii             |
| ---------------- | ----------------------------------- | ---------- | ------ | --------- | -------------------------------------- |
| 23 lutego 1889   | Victoria Ground, Stoke-on-Trent (H) | Walia      | 4-1    | BHC       | Bassett, Goodall, Southworth, Dewhurst |
| 2 marca 1889     | Anfield, Liverpool (H)              | Irlandia   | 6-1    | BHC       | Weir, Yates (3), Lofthouse, Brodie     |
| 13 kwietnia 1889 | Kennington Oval, Londyn (H)         | Szkocja    | 2-3    | BHC       | Bassett, Weir                          |

* bramki dla Anglii po lewej stronie
Legenda
- H = mecz u siebie
- BHC = British Home Championship

## Rozgrywki ligowe

### The Football League

#### Tabela
|    |                         | M  | Z  | R | P  | B+ | B- | GA    | Pkt |
| -- | ----------------------- | -- | -- | - | -- | -- | -- | ----- | --- |
| 1  | Preston North End       | 22 | 18 | 4 | 0  | 74 | 15 | 4.933 | 40  |
| 2  | Aston Villa             | 22 | 12 | 5 | 5  | 61 | 43 | 1.419 | 29  |
| 3  | Wolverhampton Wanderers | 22 | 12 | 4 | 6  | 50 | 37 | 1.351 | 28  |
| 4  | Blackburn Rovers        | 22 | 10 | 6 | 6  | 66 | 45 | 1.467 | 26  |
| 5  | Bolton Wanderers        | 22 | 10 | 2 | 10 | 63 | 59 | 1.068 | 22  |
| 6  | West Bromwich Albion    | 22 | 10 | 2 | 10 | 40 | 46 | 0.870 | 22  |
| 7  | Accrington              | 22 | 6  | 8 | 8  | 48 | 48 | 1.000 | 20  |
| 8  | Everton                 | 22 | 9  | 2 | 11 | 35 | 46 | 0.761 | 20  |
| 9  | Burnley                 | 22 | 7  | 3 | 12 | 42 | 62 | 0.677 | 17  |
| 10 | Derby County            | 22 | 7  | 2 | 13 | 41 | 61 | 0.672 | 16  |
| 11 | Notts County            | 22 | 5  | 2 | 15 | 40 | 73 | 0.548 | 12  |
| 12 | Stoke City              | 22 | 4  | 4 | 14 | 26 | 51 | 0.510 | 12  |

M = rozegrane mecze; Z = zwycięstwa; R = remisy; P = porażki; B+ = bramki zdobyte; B- = bramki stracone; GA = średnia bramek; Pkt = punkty

#### Strzelcy
| M | Piłkarz         | Klub                    | Bramki | Mecze rozegrane | Bramki na mecz |
| - | --------------- | ----------------------- | ------ | --------------- | -------------- |
| 1 | John Goodall    | Preston North End       | 21     | 21              | 1.00           |
| 2 | James D. Ross   | Preston North End       | 18     | 21              | 0.86           |
| 3 | Albert Allen    | Aston Villa             | 17     | 21              | 0.81           |
| 4 | John Southworth | Blackburn Rovers        | 16     | 21              | 0.76           |
| 4 | Harry Wood      | Wolverhampton Wanderers | 16     | 17              | 0.94           |